# Ải Chi Lăng (bài hát)
Ải Chi Lăng là một bài hát do nhạc sĩ Lưu Hữu Phước soạn nhạc, Mai Văn Bộ và Nguyễn Thành Nguyên viết lời, ra đời vào những năm 1940–1944.